# 呂斯楚普

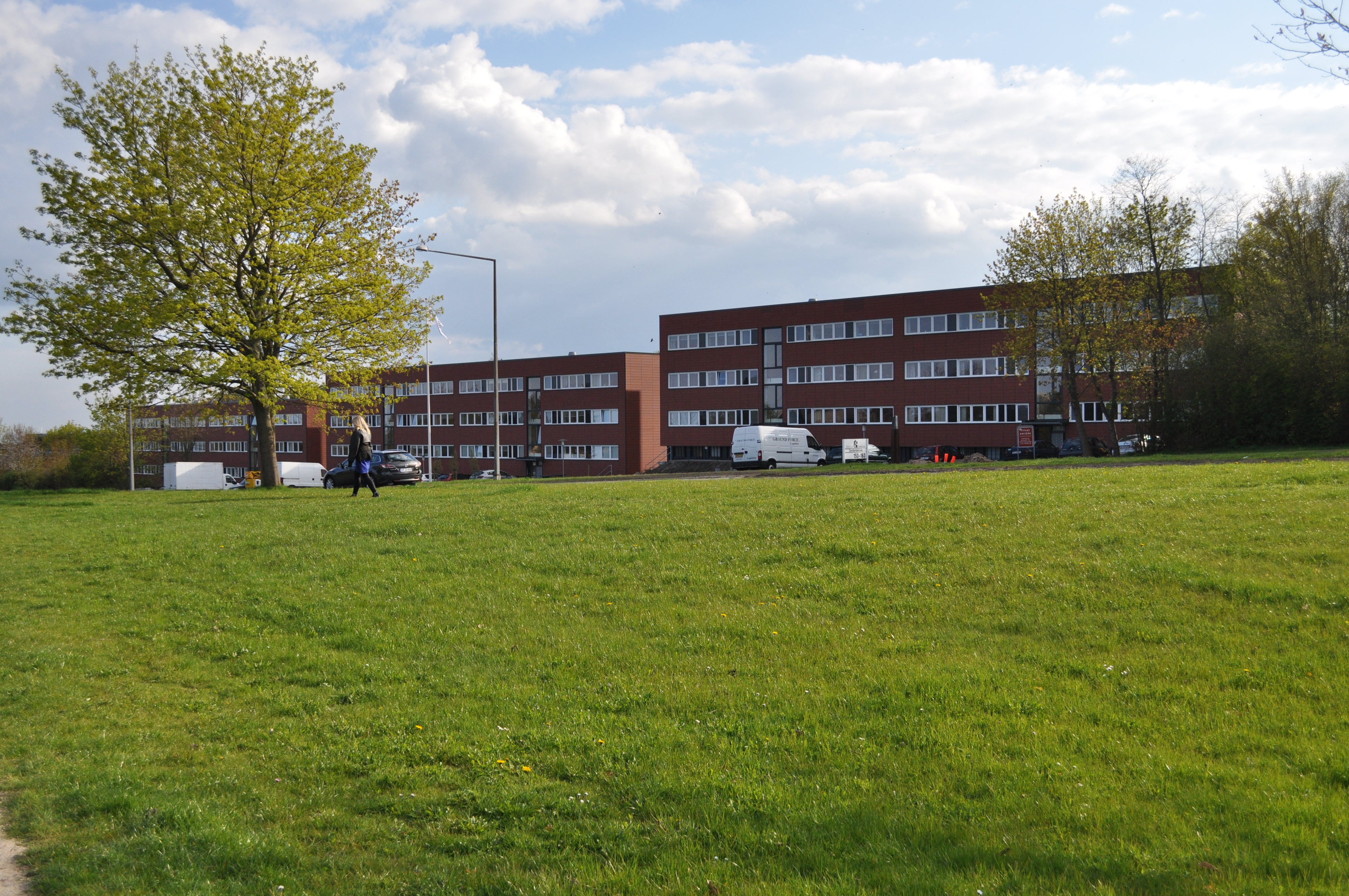
Lystup主要道路Sønderskovvej西側的公寓

呂斯楚普（丹麥語：Lystrup）(郵遞區號: 8520) 位於日德蘭半島東岸屬中日德蘭大區的奧胡斯自治市內，2014年人口10.362人是丹麥第二大城奧胡斯最大的衛星城市。
西方南方為工業區，其餘大都為住宅為主，南方比鄰Egå人早湖但此湖並非呂斯楚普的一部分。
呂斯楚普原是兩個鎮Lystrup與Elsted，後因成長擴張合併。內有兩座教堂，皆為基督教教堂，分別是Lystrup Kirke與Elsted Kirke，另有三座學校,一個小型圖書館和一個運動中心。呂斯楚普擁有自己的足球隊以及完整的社區管理委員會